# Mörttärnan
Mörttärnan är en sjö i Gävle kommun i Gästrikland och ingår i Testeboåns huvudavrinningsområde. Sjön har en area på 0,086 kvadratkilometer och ligger 74 meter över havet.

## Delavrinningsområde
Mörttärnan ingår i det delavrinningsområde (673520-156030) som SMHI kallar för Utloppet av Per-Jonstärnan. Medelhöjden är 75 meter över havet och ytan är 2,25 kvadratkilometer. Det finns inga avrinningsområden uppströms utan avrinningsområdet är högsta punkten. Vattendraget som avvattnar avrinningsområdet har biflödesordning 3, vilket innebär att vattnet flödar genom totalt 3 vattendrag innan det når havet efter 25 kilometer. Avrinningsområdet består mestadels av skog (48 procent) och sankmarker (17 procent). Avrinningsområdet har 6,17 kvadratkilometer vattenytor vilket ger det en sjöprocent på 32,4 procent.